# Балог, Иштван (футболист)
Иштван Балог (венг. Balogh István; 21 сентября 1912, Будапешт — 27 октября 1992, Будапешт) — венгерский футболист и футбольный тренер, играл на позиции полузащитника. Серебряный призёр чемпионата мира 1938 года.

## Биография

### Игровая карьера
Балог всю футбольную карьеру играл за «Уйпешт», в составе которого выиграл 4 чемпионских титула. Всего за «Уйпешт» отыграл 14 сезонов, сыграл 215 матчей и забил 15 голов.
В составе сборной Венгрии участвовал на чемпионате мира 1938 года, где сыграл в одном матче против сборной Голландской Ост-Индии — Венгрия выиграла матч со счётом 6:0. По итогам турнира сборная Венгрии завоевала серебряные медали. Всего за сборную Венгрии сыграл 13 матчей, но не забил ни одного мяча.

### Тренерская карьера
Работал главным тренером «Уйпешта» в периоды с 1948 по 1949 год, а затем с 1958 по 1959 год.

### Смерть
Скончался 27 октября 1992 года в Будапеште в возрасте 80 лет.

## Достижения
«Уйпешт»
- Чемпион Венгрии (4) : 1934/35, 1938/39, 1945 (весна), 1945/46